# Joaquín Larrivey
Joaquín Oscar Larrivey (Gualeguay, 20 de agosto de 1984) é um futebolista argentino que atua como centroavante. Atualmente defende o Deportes Concepción.